# Marco Bezzecchi
Marco Bezzecchi (Rimini, 12 novembre 1998) è un pilota motociclistico italiano.

## Carriera

### Gli inizi
Nel 2014 è uno dei protagonisti di Motorhome - Piloti di famiglia, un docu-reality trasmesso da MTV. Partecipa al Campionato Italiano Velocità 2014 di Moto3, dove finisce secondo, dietro a Manuel Pagliani.
Fino al 2015 prende di nuovo parte al Campionato Italiano Velocità vincendo, proprio in questa stagione, il titolo nella classe Moto3 con una Mahindra Peugeot del team Minimoto Portomaggiore. Sempre nel 2015 fa il suo esordio nel Motomondiale correndo due Gran Premi in sella alla Mahindra MGP3O del San Carlo Team Italia in qualità di pilota sostitutivo. Non ottiene punti validi per la classifica mondiale. 

### Moto3

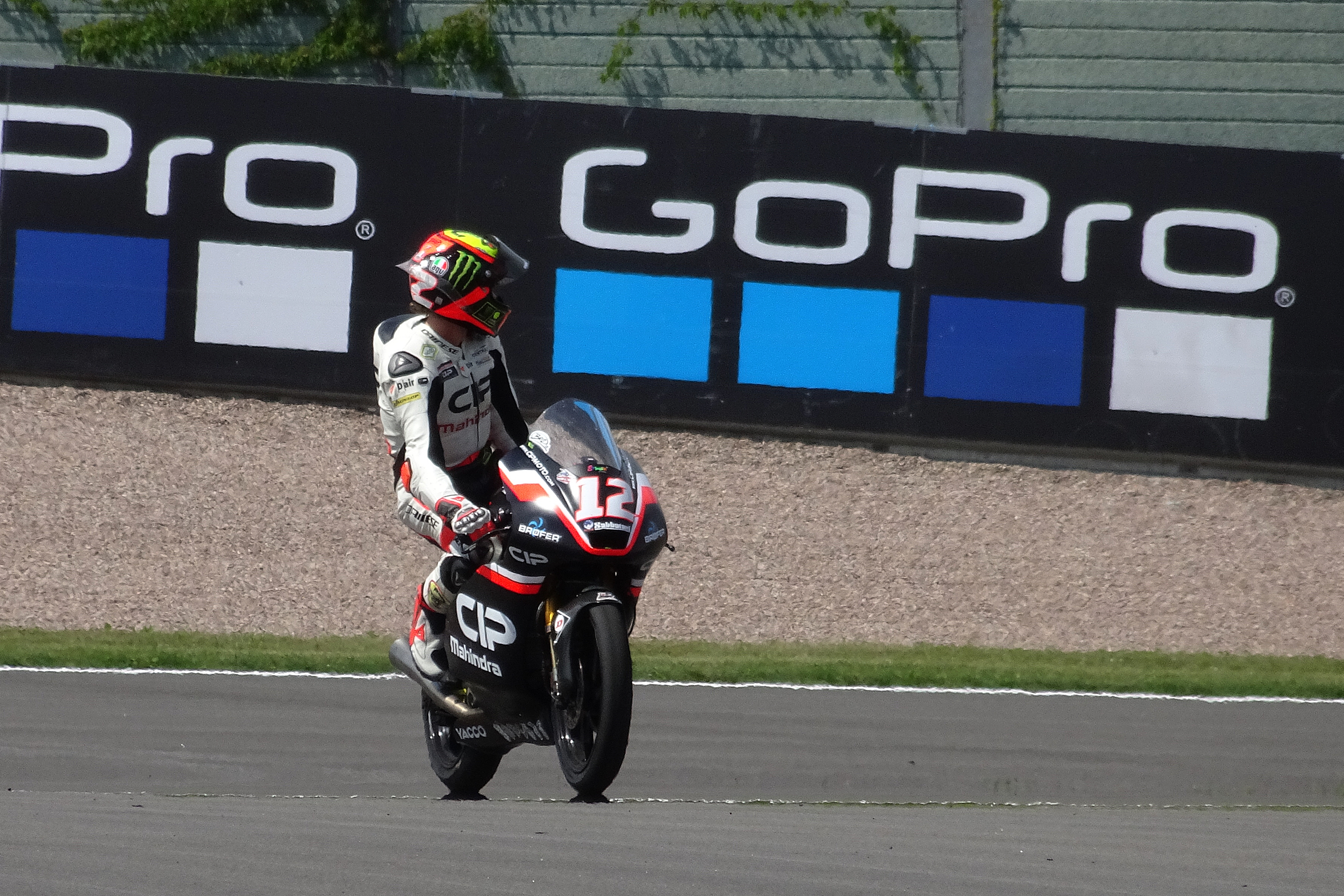
Bezzecchi al GP di Germania 2017

Nel 2016 partecipa nuovamente al motomondiale, classe Moto3, con una Mahindra del team Mahindra Racing, anche in questo caso non ottiene punti validi per la classifica mondiale, in questa stagione inoltre, prende parte al Gran Premio di Misano nel CIV conquistando due vittorie. 
Nel 2017 prende parte alla sua prima stagione da pilota titolare nella classe Moto3 del motomondiale con il team CIP, che gli affida una Mahindra MGP3O. Il compagno di squadra è Manuel Pagliani. In Giappone coglie il primo podio nel motomondiale, giungendo terzo. Chiude la stagione al ventitreesimo posto in classifica piloti con venti punti ottenuti. 
Nel 2018 corre con la KTM RC 250 GP del team Redox PrüstelGP; il compagno di squadra è Jakub Kornfeil. L'8 Aprile 2018 vince la sua prima gara nel motomondiale in occasione del Gran Premio d'Argentina. Giunge terzo nel Gran Premio delle Americhe e secondo in Spagna, Italia, Catalogna, Germania e Aragona. Torna alla vittoria in Austria dopo essere partito dalla pole position. Ottiene la pole position in Thailandia. Vince in Giappone. Conclude la stagione al 3º posto con 214 punti.

### Moto2
Nel 2019 corre in Moto2 col team Red Bull KTM Tech 3; il compagno di squadra è Philipp Öttl. Ottiene come miglior risultato due decimi posti (Olanda e Thailandia) e termina la stagione al 23º posto con 17 punti. 
Nel 2020 corre sulla Kalex dello SKY Racing Team VR46; il compagno di squadra è Luca Marini. ottiene un terzo posto in Andalusia e una pole position in Andalusia. Il 23 agosto vince il Gran Premio di Stiria sul Circuito di Spielberg, davanti allo spagnolo Jorge Martín, giunge secondo nei Gran Premi di San Marino ed Emilia Romagna, terzo in Francia, vince nuovamente al Gran Premio d'Europa ed infine giunge terzo in Comunità Valenciana. Conclude la stagione al quarto posto in classifica piloti con 184 punti. Nel 2021 rimane nello stesso team, con compagno di squadra Celestino Vietti. Ottiene una vittoria nel Gran Premio di Stiria, due secondi posti (Spagna e Gran Bretagna) e quattro terzi posti (Francia, Italia, Germania e Americhe) e chiude la stagione al terzo posto con 214 punti.

### MotoGP
Nel weekend di Valencia (ultima gara del 2021), viene ufficializzato il suo passaggio in MotoGP per la stagione successiva. Nel 2022 quindi, è pilota titolare del Mooney VR46 Racing, il compagno di squadra è Luca Marini. In occasione del Gran Premio d'Olanda chiude secondo, conquistando il primo podio per la squadra in MotoGP. Il 16 ottobre, in occasione del Gran Premio d'Australia, grazie al quarto posto conseguito in gara, ottiene il titolo di miglior esordiente. Con 111 punti si classifica al quattordicesimo posto.
Nella stagione 2023 corre nuovamente per il team Mooney VR46 Racing. Il compagno di squadra è Luca Marini. Nel primo weekend di gara in Portogallo non completa la sprint del sabato ma nella gara si piazza terzo alle spalle di Francesco Bagnaia e Maverick Viñales dopo essere partito dalla settima casella. La settimana successiva, in Argentina, si piazza secondo nella sprint, alle spalle di Brad Binder e vince la gara, ottenendo la sua prima vittoria in MotoGP, dopo essere partito dalla terza casella. Si ripete anche in gara a Le Mans, dove ottiene la sua seconda vittoria della carriera, portandosi nuovamente in testa alla classifica. Ad Assen ottiene la sua seconda Pole nella classe regina, vincendo poi la Sprint e arrivando secondo in gara. Dopo due ottimi secondi posti a Misano, la settimana successiva in India, dopo aver fatto la Pole, compie una gran rimonta nella Sprint dopo esser caduto nelle fasi iniziale, e alla domenica torna alla vittoria dominando la gara. Grazie agli importanti risultati ottenuti, chiude la stagione in terza posizione con 329 punti.
Rimasto nel team di Valentino anche nel 2024, viene affiancato dal nuovo compagno Fabio Di Giannantonio. A Jerez nel Gran Premio di Spagna torna a podio arrivando terzo dietro le altre Ducati di Bagnaia e Márquez. A giugno viene annunciato il suo passaggio ad Aprilia Racing a partire dalla stagione 2025. Con oltre 150 punti, chiude il campionato in dodicesima posizione.
Nel 2025, dopo dei discreti test, ottiene il sesto posto la prima gara in Thailandia. Lo stesso risultato viene replicato nella Sprint dell'Argentina, mentre nella gara domenicale cade alla prima curva. Ad Austin nella gara lunga riesce a ottenere un sesto posto in rimonta, mentre in Qatar fa punti in entrambe le gare. Sia in Spagna, che in Francia ha il passo da podio, ma per diverse circostanze non va oltre il 14° posto. Tuttavia si rifà con gli interessi a Silverstone, dove fa 4° in rimonta nella Sprint (dopo che era 19° alle prime curve) e vince la gara lunga scattando 11°. Ad Aragon si stende nella Q1 ed è costretto a partire nelle ultime posizioni, riuscirà a ottenere due ottavi posti. Al Mugello farà sesto nella Sprint e quinto in gara, mentre ad Assen farà terzo nella Sprint e secondo nella gara lunga, ottenendo il suo primo doppio podio della stagione.

## Risultati nel motomondiale
| 2015 | Classe | Moto     |    |  |  |  |  |     |  |  |  |  |  |  |  |  |  |  |  |  |  |  |  |  | Punti | Pos. |
| ---- | ------ | -------- | -- |  |  |  |  | --- |  |  |  |  |  |  |  |  |  |  |  |  |  |  |  |  | ----- | ---- |
| 2015 | Moto3  | Mahindra | 26 |  |  |  |  | Rit |  |  |  |  |  |  |  |  |  |  |  |  |  |  |  |  | 0     |      |

| 2016 | Classe | Moto     |  |  |  |  |  |  |  |  |  |     |  |    |  |  |  |  |  |  |  |  |  |  | Punti | Pos. |
| ---- | ------ | -------- |  |  |  |  |  |  |  |  |  | --- |  | -- |  |  |  |  |  |  |  |  |  |  | ----- | ---- |
| 2016 | Moto3  | Mahindra |  |  |  |  |  |  |  |  |  | Rit |  | 24 |  |  |  |  |  |  |  |  |  |  | 0     |      |

| 2017 | Classe | Moto     |    |    |    |     |    |    |    |    |    |    |     |    |     |    |   |     |    |    |  |  |  |  | Punti | Pos. |
| ---- | ------ | -------- | -- | -- | -- | --- | -- | -- | -- | -- | -- | -- | --- | -- | --- | -- | - | --- | -- | -- |  |  |  |  | ----- | ---- |
| 2017 | Moto3  | Mahindra | 25 | 19 | 17 | Rit | 15 | 17 | 14 | 16 | 15 | 22 | Rit | 19 | Rit | 19 | 3 | Rit | 21 | 18 |  |  |  |  | 20    | 23º  |

| 2018 | Classe | Moto |    |   |   |   |     |   |   |     |   |   |   |    |     |   |    |   |     |   |    |  |  |  | Punti | Pos. |
| ---- | ------ | ---- | -- | - | - | - | --- | - | - | --- | - | - | - | -- | --- | - | -- | - | --- | - | -- |  |  |  | ----- | ---- |
| 2018 | Moto3  | KTM  | 14 | 1 | 3 | 2 | Rit | 2 | 2 | Rit | 2 | 6 | 1 | AN | Rit | 2 | NC | 1 | Rit | 5 | 20 |  |  |  | 214   | 3º   |

| 2019 | Classe | Moto |    |    |     |    |    |    |    |    |    |    |    |    |     |    |    |     |     |     |    |  |  |  | Punti | Pos. |
| ---- | ------ | ---- | -- | -- | --- | -- | -- | -- | -- | -- | -- | -- | -- | -- | --- | -- | -- | --- | --- | --- | -- |  |  |  | ----- | ---- |
| 2019 | Moto2  | KTM  | 26 | 16 | Rit | 22 | 18 | 23 | 23 | 10 | 19 | 12 | 23 | 19 | Rit | 15 | 10 | Rit | Rit | Rit | 19 |  |  |  | 17    | 23º  |

| 2020 | Classe | Moto  |    |     |   |   |   |   |   |   |   |   |     |     |   |   |   |  |  |  |  |  |  |  | Punti | Pos. |
| ---- | ------ | ----- | -- | --- | - | - | - | - | - | - | - | - | --- | --- | - | - | - |  |  |  |  |  |  |  | ----- | ---- |
| 2020 | Moto2  | Kalex | 12 | Rit | 3 | 6 | 6 | 1 | 2 | 2 | 7 | 3 | Rit | Rit | 1 | 3 | 4 |  |  |  |  |  |  |  | 184   | 4º   |

| 2021 | Classe | Moto  |   |   |   |   |   |   |   |   |   |   |    |   |     |   |   |     |   |    |  |  |  |  | Punti | Pos. |
| ---- | ------ | ----- | - | - | - | - | - | - | - | - | - | - | -- | - | --- | - | - | --- | - | -- |  |  |  |  | ----- | ---- |
| 2021 | Moto2  | Kalex | 4 | 4 | 6 | 2 | 3 | 3 | 4 | 3 | 5 | 1 | 10 | 2 | Rit | 5 | 3 | Rit | 8 | 20 |  |  |  |  | 214   | 3º   |

| 2022 | Classe | Moto   |     |    |   |     |    |   |    |   |     |    |   |    |   |    |    |    |    |   |   |    |  |  | Punti | Pos. |
| ---- | ------ | ------ | --- | -- | - | --- | -- | - | -- | - | --- | -- | - | -- | - | -- | -- | -- | -- | - | - | -- |  |  | ----- | ---- |
| 2022 | MotoGP | Ducati | Rit | 20 | 9 | Rit | 15 | 9 | 12 | 5 | Rit | 11 | 2 | 10 | 9 | 17 | 10 | 10 | 16 | 4 | 4 | 11 |  |  | 111   | 14º  |

| 2023 | Classe | Moto   |   |    |   |      |    |    |    |    |      |   |     |   |    |    |    |   |    |    |    |      |  |  | Punti | Pos. |
| ---- | ------ | ------ | - | -- | - | ---- | -- | -- | -- | -- | ---- | - | --- | - | -- | -- | -- | - | -- | -- | -- | ---- |  |  | ----- | ---- |
| 2023 | MotoGP | Ducati | 3 | 12 | 6 | Rit9 | 17 | 82 | 47 | 21 | Rit2 | 3 | 127 | 2 | 15 | 46 | 53 | 6 | 46 | 67 | 13 | Rit7 |  |  | 329   | 3º   |

| 2024 | Classe | Moto   |    |   |   |   |     |     |    |     |   |   |    |   |   |    |    |   |    |      |   |    |  |  | Punti | Pos. |
| ---- | ------ | ------ | -- | - | - | - | --- | --- | -- | --- | - | - | -- | - | - | -- | -- | - | -- | ---- | - | -- |  |  | ----- | ---- |
| 2024 | MotoGP | Ducati | 16 | 6 | 8 | 3 | Rit | 119 | 13 | Rit | 8 | 8 | 68 | 7 | 5 | 48 | 54 | 7 | 19 | Rit7 | 9 | 98 |  |  | 151   | 12º  |

| 2025 | Classe | Moto    |   |      |   |   |     |    |    |   |    |    |      |    |    |  |  |  |  |  |  |  |  |  | Punti | Pos. |
| ---- | ------ | ------- | - | ---- | - | - | --- | -- | -- | - | -- | -- | ---- | -- | -- |  |  |  |  |  |  |  |  |  | ----- | ---- |
| 2025 | MotoGP | Aprilia | 6 | Rit6 | 6 | 9 | 148 | 14 | 14 | 8 | 56 | 23 | Rit2 | 24 | 34 |  |  |  |  |  |  |  |  |  | 178   |      |

| Legenda | 1º posto        | 2º posto            | 3º posto            | A punti      | Senza punti        | Grassetto – Pole position Corsivo – Giro più veloce |
| Legenda | Gara non valida | Non qual./Non part. | Ritirato/Non class. | Squalificato | '-' Dato non disp. | Grassetto – Pole position Corsivo – Giro più veloce |